# Isdera

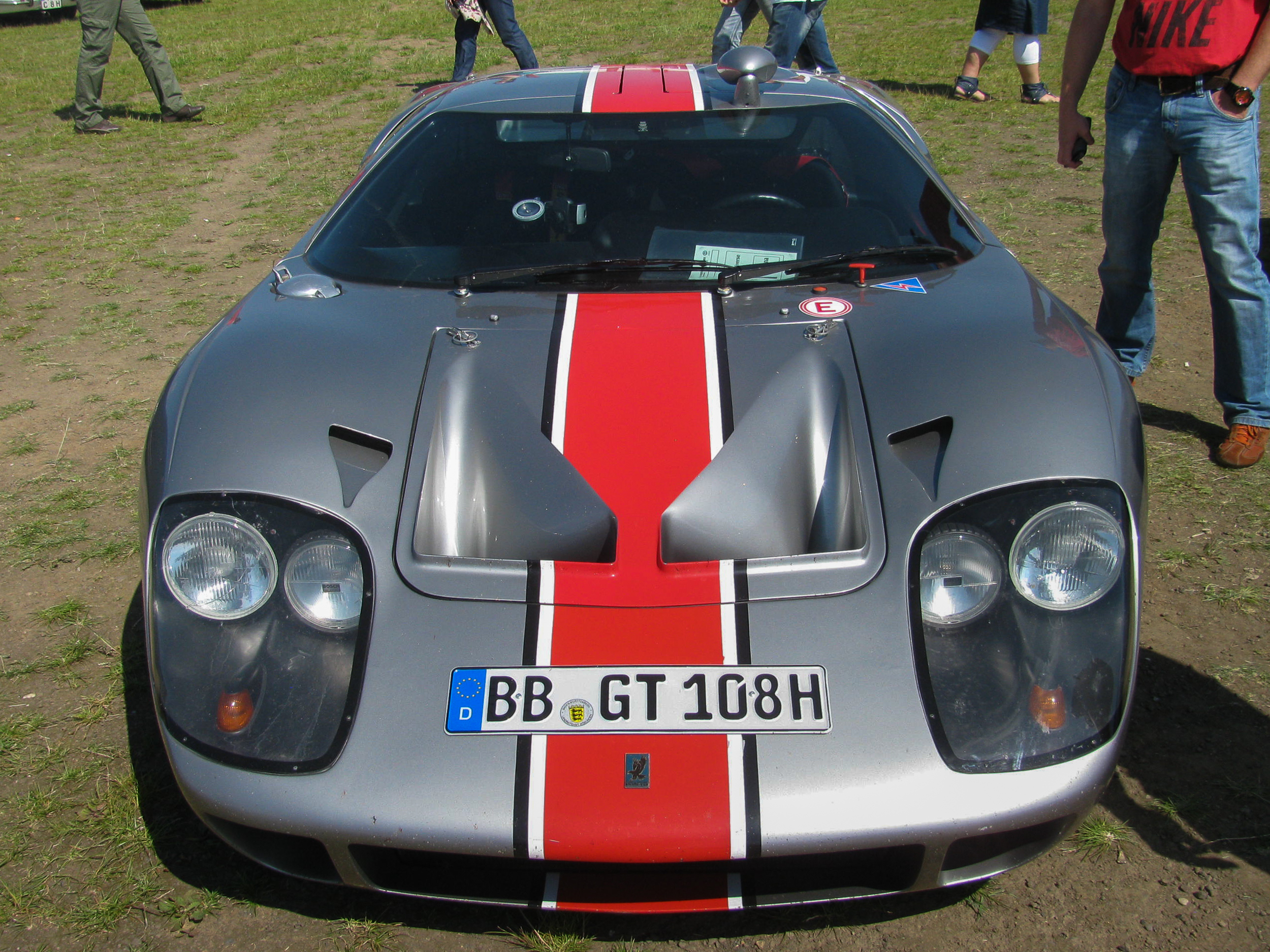
Isdera Erator GTE

Die Isdera AG (Ingenieurbüro für Styling, Design und Racing) ist ein 1982 in Leonberg gegründeter deutscher Automobilhersteller. Seit 2024 befindet sich der Sitz des Unternehmens in St. Ingbert.

## Geschichte

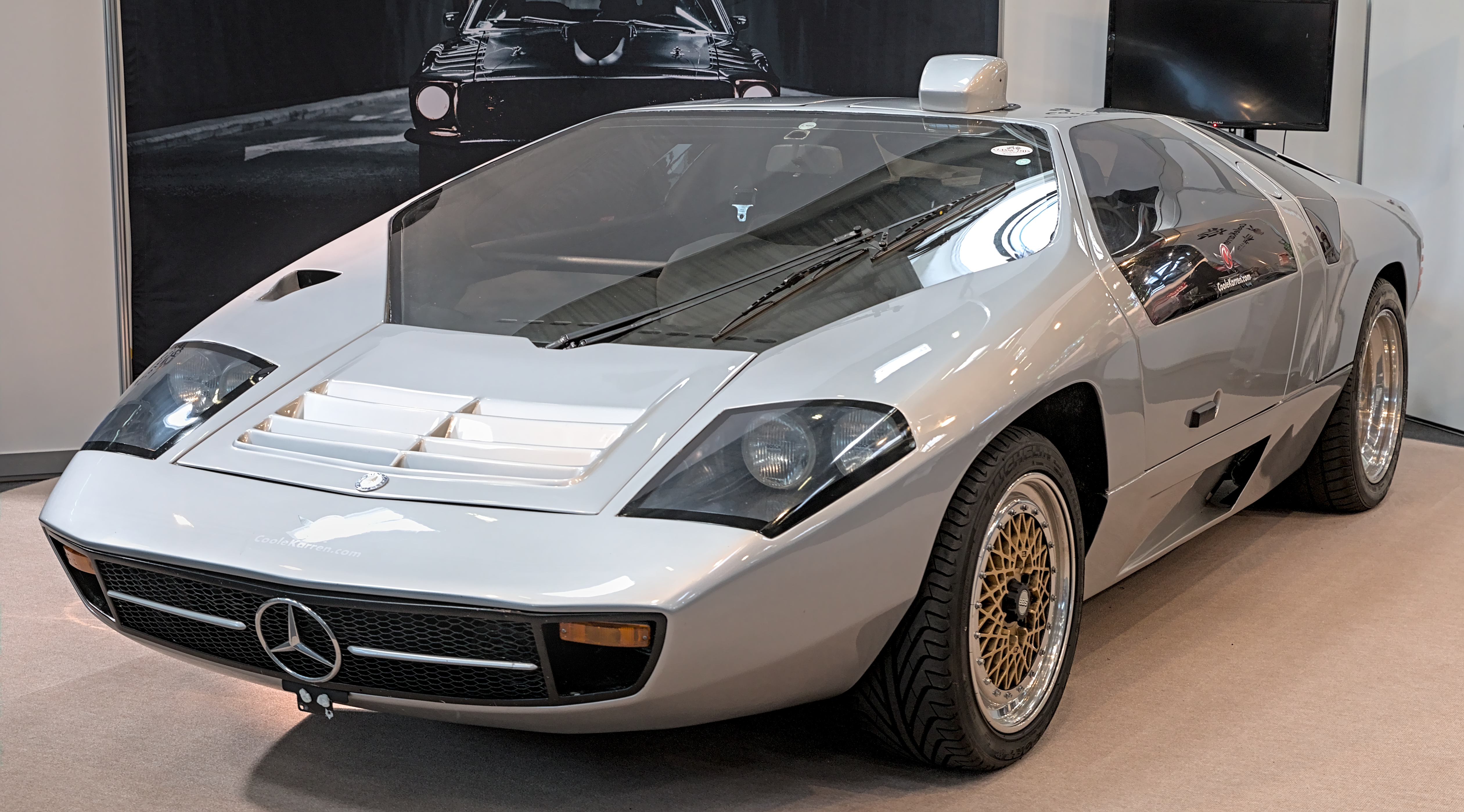
Isdera Imperator mit Mercedes-Stern

Eberhard Schulz, Entwickler bei Porsche, stellte bereits 1969 seinen ersten eigenen Sportwagen vor, den Erator GTE. Bei der Entwicklung hatte er auf erprobte Serientechnik von Porsche und Mercedes-Benz zurückgegriffen. 1978 gelang ihm in Zusammenarbeit mit dem Frankfurter Unternehmen B&B Automobiltechnik der Durchbruch mit seiner Vorstellung der Studie CW 311.
Mit dieser Erfahrung gründete Schulz 1982 sein eigenes Ingenieurbüro, das er am 30. November 1983 als GmbH eintragen ließ. Als Logo wählte er einen Adler auf blauem Hintergrund. 1983 debütierte der Spyder, 1984 der Imperator (eine Weiterentwicklung des CW 311), 1993 der Commendatore und 2006 der Autobahnkurier.
Auf der Auto China in Peking 2018 stellte Isdera den Commendatore GT vor. Dies ist ein 2+2sitziges voll-elektrisches Coupe. Das Fahrzeug besitzt zwei E-Motoren mit je 300 kW Leistung und einer Batterie mit 100 kWh Kapazität. Das Fahrzeug verwendet 800-Volt-Technologie.
Am 11. April 2025 wurde über das Vermögen der Isdera AG durch das Amtsgericht Saarbrücken ein vorläufiges Insolvenzverfahren eröffnet.

## Entwicklungen
- 1968–1969: Isdera Erator GTE
- 1982–1992: Isdera Spyder
- 1983–2001: Isdera Imperator 108i
- 1993: Isdera Commendatore 112i
- 2006: Isdera Autobahnkurier 116i
- 2018: Isdera Commendatore GT

## Bilder

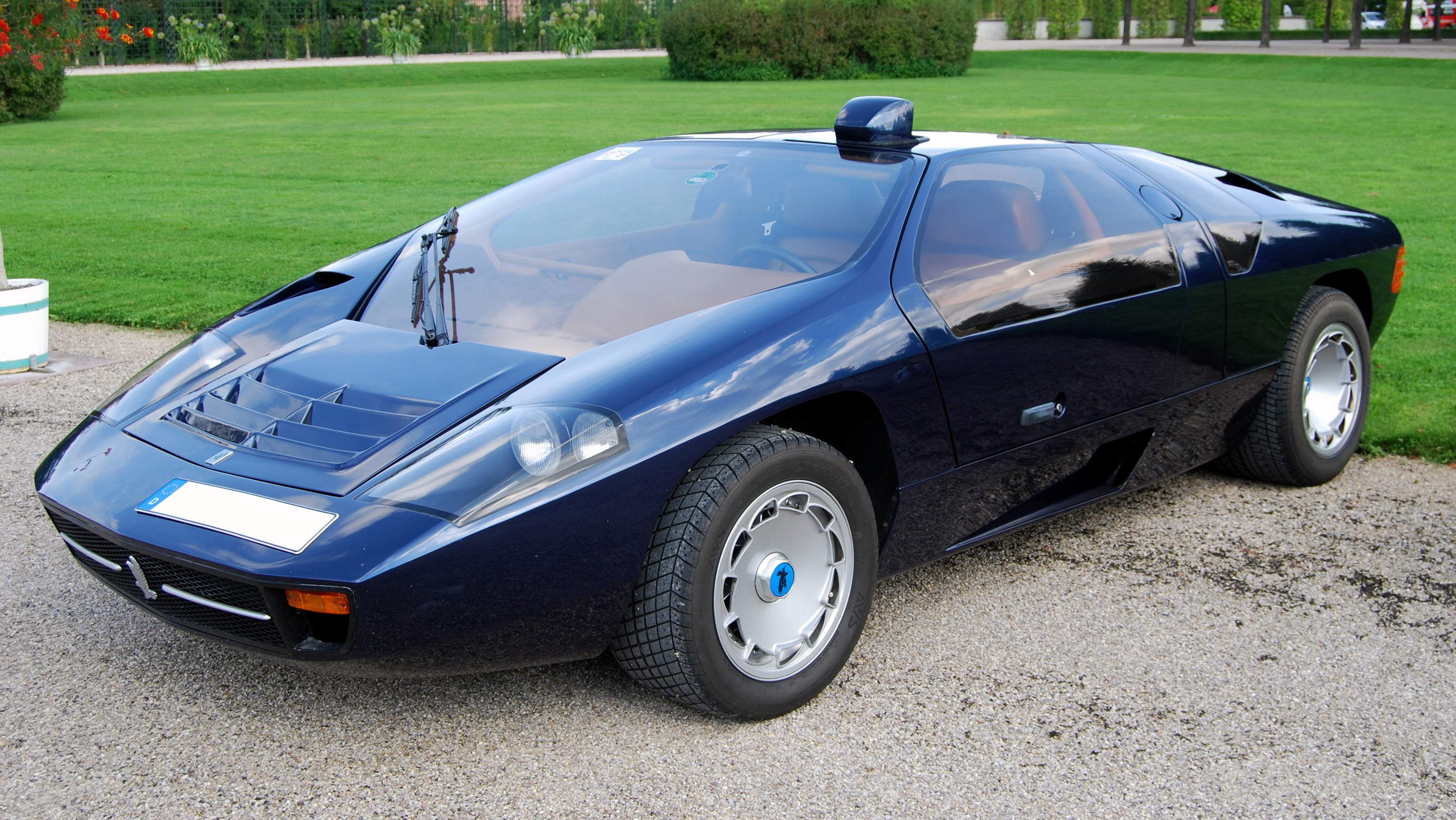
1984 Isdera Imperator 108i
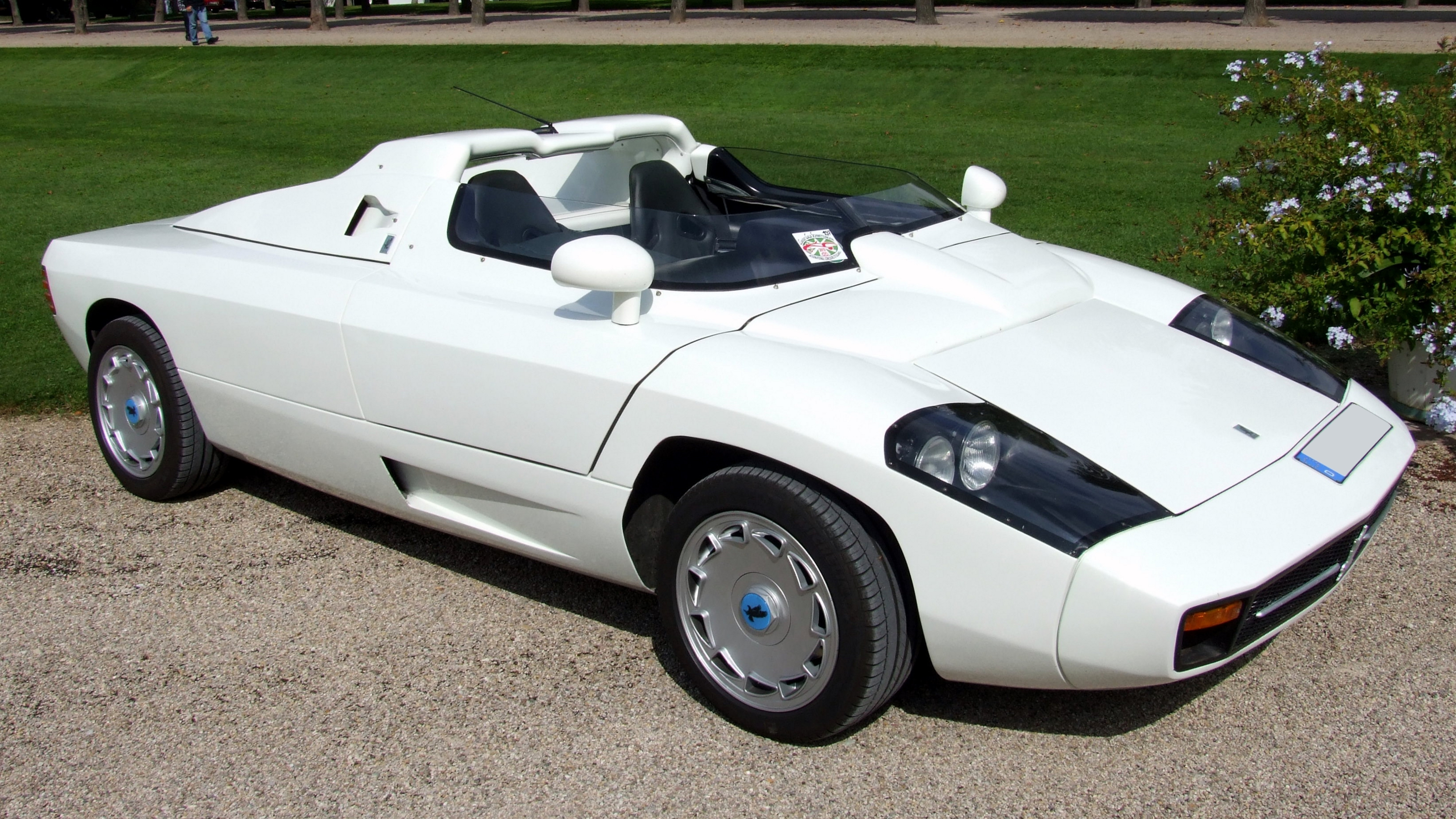
1987 Isdera Spyder 036i
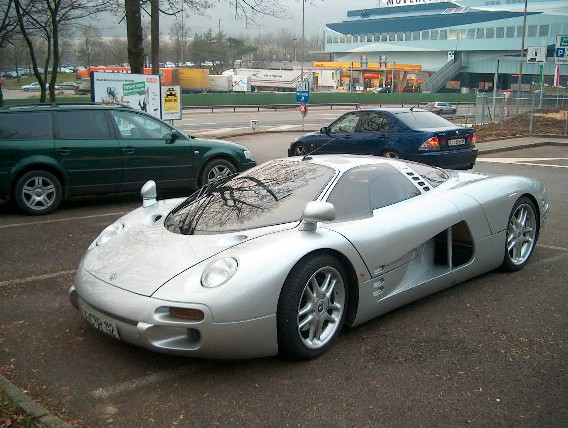
1993 Isdera Commendatore 112i
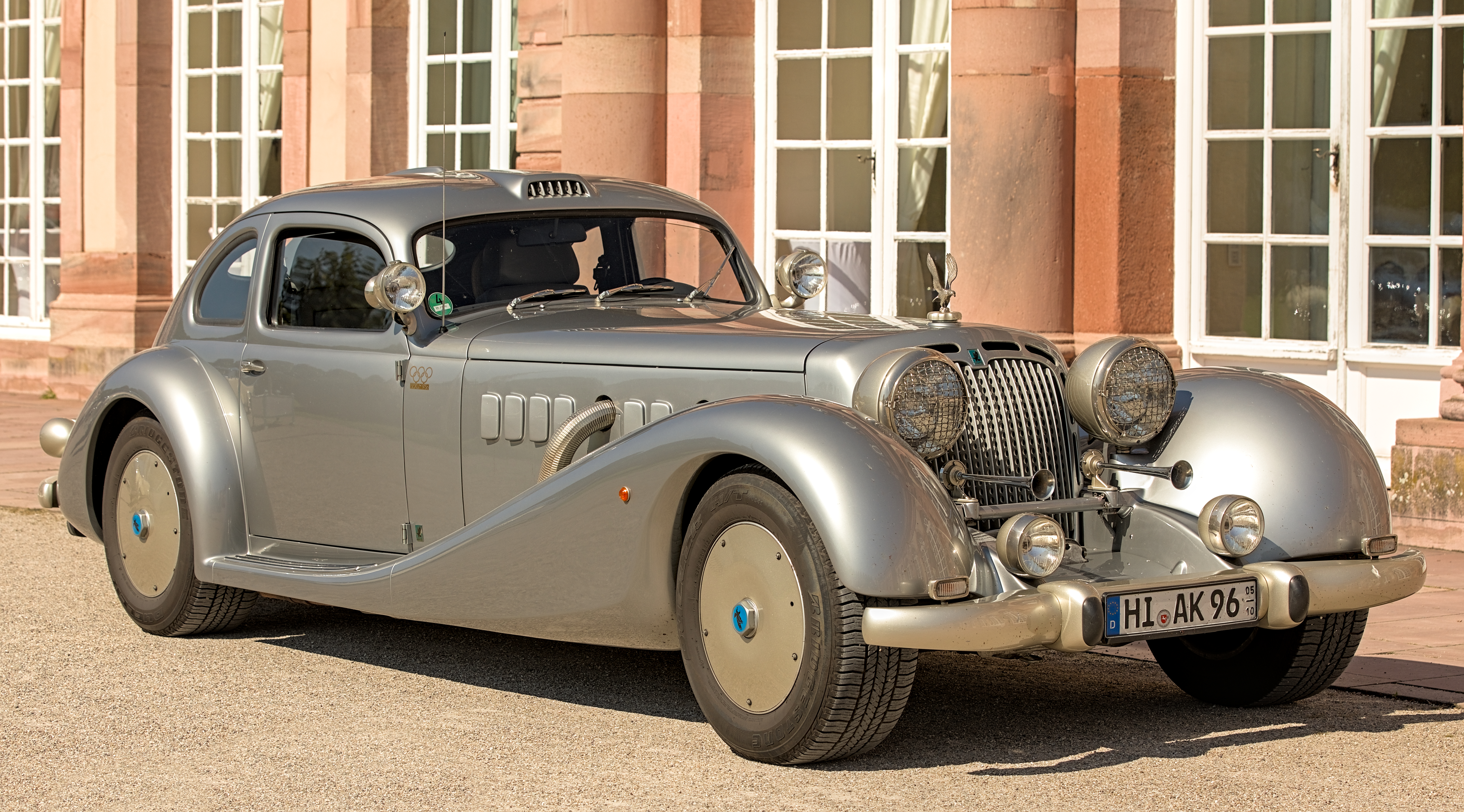
2006 Isdera Autobahnkurier AK116i
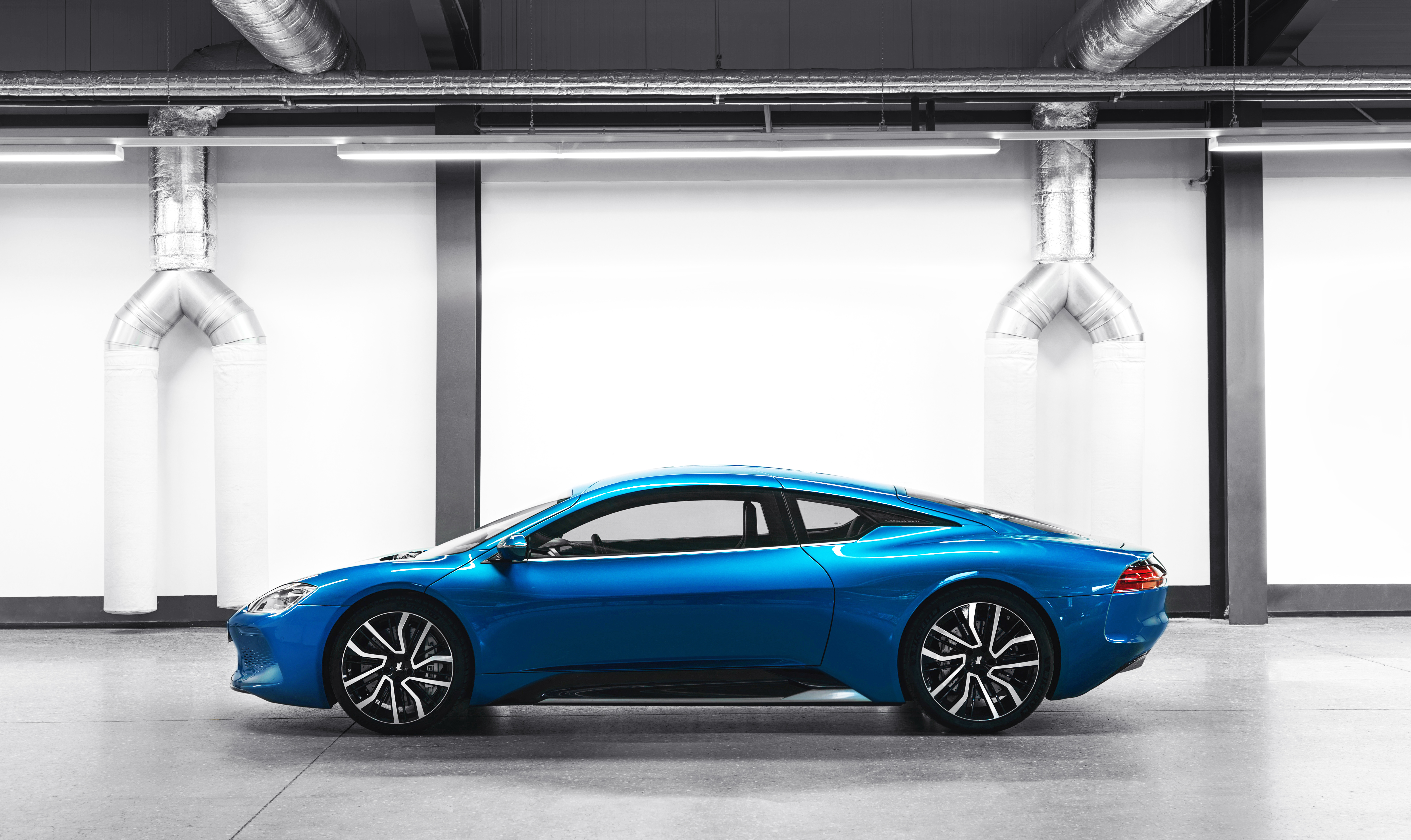
Isdera Commendatore GT 2018